# Xalet Gramunt
El Xalet Gramunt és una obra del municipi de Balaguer (Noguera) inclosa en l'Inventari del Patrimoni Arquitectònic de Catalunya.

## Descripció
La finca té una superfície de 2.050 m². Consta d'una planta baixa de 151 m² i dues plantes d'habitatge, una sota coberta i una torre mirador. És una construcció sòbria, realitzada amb maons ceràmics, façanes arrebossades amb morter de calç i finestres i portes emmarcades per carreus de pedra tallada.
La distribució de les obertures segueix l'estructura de les masies, pel que fa a la façana encarada al jardí: una porta d'arc de mig punt al centre, dues finestres rectangulars a la planta baixa, al primer pis hi ha un balcó al centre i sengles finestres als costats, dalt de tot hi ha les golfes. La coberta és de teula a dues vessants. A la planta baixa hi ha un petit despatx, una sala amb llar de foc, la cuina que encara conserva l'estructura original amb la cuina econòmica. Hi ha dues sales més grans, avui dia dedicades a fer exposicions. A la segona planta hi ha una gran sala,que devia fer les funcions de menjador - sala d'estar, l'habitació principal i tres més. Als sostres estan acabats amb fustes nobles i les parets estan decorades amb plafons pintats amb motius vegetals. A la tercera planta hi ha un estudi i quatre cambres dels mals endreços.
El jardí s'ordena a partir d'un passadís central, s'ha cobert la piscina i s'hi fan concerts. Al fons hi ha un antic parral amb una estructura de bigues de ciment que estan en molt mal estat de conservació. Les parets del jardí presenten mosaics de rajoles amb motius vegetals, escuts, una representació de l'església de Santa Maria de Balaguer, etc. que són obra del pintor Francesc Borràs. Destaca la presència d'una gran magnòlia, arbre molt típic dels jardins modernistes i noucentistes.

## Història
El promotor i propietari del xalet Gramunt fou Manuel Gramunt i Puig, nascut a Balaguer i de professió notari, com el seu pare. Va viure a Ourense i a la Guinea espanyola on va exercir com a tal. Els objectes exòtics que decoren el xalet són un testimoni dels seus nombrosos viatges per l'Àfrica i Europa.
Després de la Guerra Civil espanyola va ser acusat d'escriure un article en favor de la democràcia i va ser apartat de la notaria. L'any, 1956, però aconseguí una notaria a Getafe (Madrid) en la qual es va jubilar. Manuel Gramunt, en el seu testament, va deixar els béns a la Fundació Margarida Monteferrato. El xalet Gramunt fou construït durant els anys 30 del segle XX al marge esquerre del riu Segre, en un indret on gairebé tot eren horts. Les edificacions més properes eren el molí de l'Esquerrà, el monestir de Sant Domènec o la Fassina. Per accedir a la ciutat hi havia el pont de Sant Miquel i un pas de barca. No s'ha trobat el projecte de l'obra. És possible que l'edifici es construís seguint les directrius d'un mestre d'obres. Segons fonts orals l'empresari constructor era anomenat "lo Ferran" amb una colla de paletes anomenats els "Mitxelets". El picapedrer balaguerí Antoni Betbesé Delsams, artífex de les restauracions de les esglésies de sant Domènec i santa Maria de Balaguer, de la façana del sant Crist i nombroses tombes del cementiri, també hi intervingué.
El xalet fou residència dels aviadors republicans que utilitzaven el camp d'aviació de la partida del Corb de Balaguer i posteriorment fou ocupat per les tropes nacionals.